# Agencia Espacial Siria
La Agencia Espacial Siria (en árabe:  وكالة الفضاء و الطيران السورية‎) es una organización gubernamental supervisada por el ministro sirio de Comunicaciones y Tecnología, Iyad Mohammed al Khatib, y dedicada a la exploración espacial.

## Historia
- El 18 de marzo de 2014, y después de tres años de guerra civil en Siria, el Gobierno anunció la creación de la Agencia Espacial Siria.[1][2]
- El 19 de agosto de 2016, el Gobierno sirio y el Gobierno ruso firmaron un acuerdo para la cooperación en las áreas de investigación espacial y teledetección. Fue firmado por el director general de la autoridad de teledetección, el Dr. Osama-al Ammar, por el lado sirio, y por Igor Komarov, el jefe de Roscosmos, por el lado ruso.[3]
- El 11 de diciembre de 2018, el ministro sirio de Comunicaciones y Tecnología, Iyad Khatib, dijo durante una visita a instalaciones de investigación espacial que "una hoja de ruta para el programa espacial sirio, así como para el lanzamiento del primer satélite artificial a la órbita terrestre" debía ser desarrollada.[4][5]